# Joseph Alcazar
Joseph Alcazar   (La Unión, 1 de gener de 1910 - Ais de Provença, 21 d'abril de 1987) fou un futbolista francès.

## Selecció de França
Va formar part de l'equip francès a la Copa del Món de 1934.